# Simfonija št. 9 (Beethoven)
Simfonija št. 9 v d molu, opus 125 
Zdi se, da je Ludwig van Beethoven (1770-1827) svojo 9. simfonijo snoval skozi vse življenje, saj so se v tem delu zgostila vsa skladateljeva človeška in glasbena spoznanja. Beethoven si je svoje življenje prizadeval, da bi glasbeni izraz ukrojil po vzvišenih humanističnih idealih, v katere je sam brezpogojno verjel. Plemeniti ljudje njegove dobe so verjeli v bratstvo med ljudmi in v prihodnost osvobojenega človeka bolj, kot se to lahko posreči nam po zgodovinskih izkušnjah zadnjih dveh stoletij. Že leta 1792 je mladega Beethovna v rojstnem Bonnu profesor Eulogius Schneider ogrel za Schillerjevo Odo radosti. Občečloveško sporočilo pesnitve se ga je globoko dotaknilo. Leta 1812 jo je hotel uglasbiti v obliki uverture s zborom. Enega od njenih verzov je vključil v libreto svoje edine opere Fidelio. 
Leta 1822 si je v beležnico po švicarski ljudski pesmi zapisal glavno temo četrtega stavka simfonije. Ustvarjanje 9. simfonije je trajalo skozi vse leto 1823, Beethoven pa se je za uporabo zbora in solistov v finalu dokočno odločil šele potem, ko je že dokončal prve tri stavke. Obliko simfoničnega stavka z zborom in klavirjem je sicer razvil že leta 1808 v svoji Koralni fantaziji, op.80, vendar je bila uporaba velikega zbora in vokalnih solistov v klasični simfoniji za tiste čase s formalnega stališča nekaj nezaslišanega in je predstavljala veliko tveganje. Vendar je skladatelj po titanskem prvem stavku, ki zaradi skrivnostnega lebdenja padajočih čistih intervalov učinkuje kot nezemeljska glasba sfer, po kontrapunktično zapleteni motoriki hitrega scherza in po sanjski viziji poduhovljene človečnosti, ki jo predstavlja tretji stavek, moral najti sredstva, primerna za upodobitev njegove trdne vere v radostno prihodnost človeštva. 
Delo je dokončal v februarju 1824, prva izvedba pa je bila v dvornem opernem gledališču pri Koroških vratih na Dunaju 7. maja istega leta. Dirigiral je sam skladatelj, ki pa je bil tedaj že popolnoma gluh, zato sta izvedbo dejansko vodila kapelnik Michael Umlauf in koncertni mojster Ignaz Schuppanzigh. Očividci so zapisali, da je Beethovna po zadnjih akordih Ode radosti altistka Karoline Unger prijela za roko in ga obrnila proti publiki. Šele tedaj je lahko zaznal navdušenje, ki ga je vzbudila njegova veličastna stvaritev. Beethovnova Deveta je v kratkem času zaslovela in danes predstavlja simbol sodelovanja med ljudmi dobre volje. Njen zapis so med drugimi redkimi nesmrtnimi dosežki zemeljskih prebivalcev kot sporočilo nezemljanom vgradili v sondo, ki je zapustila naše osončje, izvajali so jo ob padcu berlinskega zidu in prav gotovo nobena druga glasba ni bolj primerna za himno nove, v mirnem sodelovanju združene Evrope.

## Besedilo četrtega stavka
Po Schillerjevi »An die Freude« prevedel Smiljan Samec.
Poševna pisava označuje besede, ki jih je napisal Beethoven sam in niso del pesnitve.
| Nemški original O Freunde, nicht diese Töne! Sondern laßt uns angenehmere anstimmen und freudenvollere. Freude! Freude, schöner Götterfunken Tochter aus Elysium, Wir betreten feuertrunken, Himmlische, dein Heiligtum! Deine Zauber binden wieder Was die Mode streng geteilt; Alle Menschen werden Brüder, Wo dein sanfter Flügel weilt. Wem der große Wurf gelungen, Eines Freundes Freund zu sein; Wer ein holdes Weib errungen, Mische seinen Jubel ein! Ja, wer auch nur eine Seele Sein nennt auf dem Erdenrund! Und wer's nie gekonnt, der stehle Weinend sich aus diesem Bund! Freude trinken alle Wesen An den Brüsten der Natur; Alle Guten, alle Bösen Folgen ihrer Rosenspur. Küsse gab sie uns und Reben, Einen Freund, geprüft im Tod; Wollust ward dem Wurm gegeben, und der Cherub steht vor Gott. Froh, wie seine Sonnen fliegen Durch des Himmels prächt'gen Plan, Laufet, Brüder, eure Bahn, Freudig, wie ein Held zum Siegen. Seid umschlungen, Millionen! Diesen Kuß der ganzen Welt! Brüder, über'm Sternenzelt Muß ein lieber Vater wohnen. Ihr stürzt nieder, Millionen? Ahnest du den Schöpfer, Welt? Such' ihn über'm Sternenzelt! Über Sternen muß er wohnen. | Slovenski prevod O, bratje, nikar teh zvokov, temveč vse bolj milo pesmico zapojmo In vse bolj radostno! Radost! Radost, od Boga nam dana, Hčerka iz Elizija, V tempelj, kjer si nam prižgana, Stopamo, božanstvena! Združil čar nam tvoj bogat je, Kar razbil je kruti čas; Vsi ljudje ljudem so bratje, Če jim ti zvedriš obraz. Komur je naključje dalo, Da ima prijatelja, Kdor dobil je ženko zalo, Naj veselju duška da! Srečen, kdor ima na zemlji Eno samo dušico! Kdor pa sam trpiš, ne jemlji Naše sreče nam za zlo! Radost pije vsako bitje Z grudi , ki jih zemlja da; Vsak, kdor dober in odkrit je, Radosti sladkost pozna. Radost daje vinsko trto, Daje nam prijatelja; Črv ima k nji pot odprto Kakor kerub do Boga! Z njo kot božje sonce smelo Hodi čez nebesni svod, Pojdi, človek, svojo pot K zmagi kot junak veselo! Naj objamem milijone! Naj poljubim božji svet! Bratje, čez nebo razpet Bog, naš oče, ne zatone! Mar se treseš, zemlja siva Slutiš, kaj je stvarnik, svet? Išči med svetovi sled: Nad zvezdami on prebiva! |